# Caitlyn Jennerová
Caitlyn Jennerová (nepřechýleně Jenner, rodné jméno William Bruce Jenner, * 28. října 1949, Mount Kisco, New York) je americká televizní celebrita, která v roce 2015 podstoupila operativní změnu pohlaví. Předtím se věnovala atletice a na Letních olympijských hrách 1976 v Montrealu zvítězila v desetiboji.

## Sportovní kariéra
William Bruce Jenner se nejdříve věnoval vodnímu lyžování a americkému fotbalu, po úrazu kolena se přeorientoval na atletiku. Po roční destibojařské přípravě se v roce 1972 kvalifikoval na olympiádu v Mnichově, kde skončil desátý. V roce 1975 zvítězil v desetiboji na Panamerických hrách v Mexiku, ve stejném roce vytvořil světový rekord v desetiboji výkonem 8524 bodů. V následující sezóně svůj světový rekord ještě vylepšil na 8634 v nejdůležitějším závodě roku – v olympijském desetiboji na Hrách v Montrealu. Po olympijském vítězství atletickou kariéru ukončil.

## Rodinný život
V roce 1972 se Jenner oženil s Chrystie Crownoverovou, s níž měl dvě děti, Burta (* 1978) a Casey (* 1980). Manželství se rozpadlo a v roce 1981 bylo rozvedeno. Druhou manželkou byla Linda Thompsonová, s níž byl ženatý v letech 1981 až 1986. V tomto manželství se narodili jeho synové Brandon Jenner (* 1981) a Sam Brody Jenner (* 1983).
Po pětiměsíčním vztahu si pak Jenner 21. dubna 1991 vzal Kris Kardashianovou, která už tehdy měla čtyři děti včetně Kim Kardashianové. Jennerovi a Kris se narodily dvě dcery, Kendall (* 1995) a Kylie (* 1997). Manželství se rozpadlo po více než 20 letech a rozvedeno bylo v prosinci 2014, v platnost rozvod vstoupil 23. března 2015.
Jennerovy vlastní a zejména nevlastní děti z tzv. klanu Kardashianů se proslavily v různých televizních show, zejména reality show, a staly se celebritami.

## Změna pohlaví a život po ní
Nedlouho po rozvodu s Kris Kardashianovou Jenner začal plánovat změnu pohlaví. Zvolil si ženské jméno Caitlyn.
Po změně pohlaví časopis Vanity Fair vybral Jennera už jako Caitlyn Jennerovou na titulní stránku svého červnového čísla roku 2015. V rozhovoru tehdy už Jennerová uvedla, že její rodina přijala změnu pozitivně a dokonce k ní jako Caitlyn má lepší vztah než dřív, když měla tělo muže. Fotografie pro Vanity Fair pořídila Annie Leibovitz.
V dubnu 2021 oznámila svou kandidaturu na guvernérku Kalifornie. Jeden z předvolebních průzkumů agentury Trafalgar Group ukázal, že pro ní má v úmyslu hlasovat 1,3 % voličů. V zářijovém odvolacím referendu, ve kterém přesvědčivě vyhrála možnost neodvolat guvernéra Gavina Newsoma, dostala kolem jednoho procenta hlasů těch, kteří hlasovali pro protikandidáty.